# Asguard
Asguard — группа из Белоруссии, исполнявшая музыку в стиле мелодичный дэт-метал.

## История
Александр Афонченко и Андрей Целобенок основали группу под названием Ancient Castle осенью 1996. Своё первое демо, «In The Darkness Of The Night», они записали уже под именем Asguard летом 1997, а в 1998 оно было издано белорусским андерграунд лейблом Fatal Ecstasy Production. Группа выступает на многих концертах, вместе с такими группамим, как Sanatorium, Neglected Fields, Rossomahaar, Mental Home и др.
Материал для следующего промоальбома «Summis Desiderantess Effectibus» записывается осенью 1999 и в 2000 издаётся на украинском лейбле Bloodheart Prod. После записи альбома группа отыгрывает ряд крупных концертов и участвует в турах с Sanatorium, польскими Hate и Nomad. В 2001 следует мини-тур с Behemoth, группа выступает на концертах вместе с именитыми Dementor и Vader.
Альбом «Black FireLand» записывается группой зимой 2001, однако в силу разногласий с лейблом его выпуск откладывается. После очередной серии концертов (в том числе с Sinister) группа расторгает договор с Fatal Ecstasy Prod, а в 2002 подписывает контракт на 3 альбома с калифорнийским лейблом Devil Doll Records/This Dark Reign, на котором и выходит «Black FireLand». В ведущих мировых журналах (Revolver, Terrorizer, Kerrang) альбом получает высокие оценки, и попадает в топ 20 в чартах американских радиостанций. На территории России и СНГ альбом выходит на лейбле More Hate Prod.
В 2004 году группа переиздает свои первые работы в альбоме «Wikka», для выпуска которого дополнительно записываются бонус-треки (например, кавер на песню Leather Rebel Judas Priest). По опросам «Музыкального журнала» Asguard получает статус группы года в Беларуси.
Вслед за этим начинается запись нового материала для концептуального альбома «Dreamslave» в студии белорусской областной филармонии, в работе над которым задействуется живая секция струнных и духовых инструментов Академии музыки. Конечным звучанием альбома занимался Lazar из Rossomahaar. Альбом издаётся в 2005, в России его представляет компания CD-Maximum. Альбом получает положительный отзывы и вновь занимает первые ряды в американских метал хит-парадах.
После концертного тура в поддержку выпущенного альбома группа берётся за запись его продолжения, однако запись прерывается очередным туром. Однако затем в силу ряда обстоятельств группа прекращает свою деятельность.
Спустя год участники группы находят в себе силы для продолжения своей деятельности, но решают играть в ином стиле и звучании. Для поддержания атмосферы предыдущего альбома группа сохраняет часть песен старого образца, а остальной материал переписывает заново. Над звучанием альбома работает Goran Finnberg «The Mastering Room AB», известный своими работами с In Flames и Dark Tranquillity. Новый стиль музыканты характеризуют как Hybrid Metal.
Альбом издаётся в августе 2007 лейблом This Dark Reign Rec. для территории Америки, и Go-records для территории Беларуси. На территории Европы и СНГ дистрибьютером выступил Possession productions. Также Metalism records выпускается диджипэк-версия альбома, в которое помимо непосредственно альбома включён DVD с концертным выступлением группы.
8-го августа 2009 года группа распалась.

## Состав
- Афонченко Александр — вокал, бас
- Целобенок Андрей — гитара
- Маслаков Олег — гитара
- Целобенок «Dead» Сергей — ударные
- Копычко Михаил — клавиши

## Дискография
- 1998 — In The Darkness Of The Night (MC demo, Fatal Ecstasy Prod.)
- 2000 — Summis Desiderantes Effectibus (MC promo, Bloodhead Prod.)
- 2003 — Black Fire Land (This Dark Reign Rec/More Hate Prod.)
- 2004 — Wikka (This Dark Reign Rec/More Hate Prod.)
- 2005 — Dreamslave (This Dark Reign Rec/CD-Maximum Rec/Strong Music Prod)
- 2007 — Dreamslave... awakening (This Dark Reign Rec/Metalism Records/Backfire Rec/Posession Rec/Go Records)
- 2016 - (Hidden God)(Posession Rec)

### Интервью
- Интервью с фронтменом группы для Музыкальной Газеты  (рус.)
- Интервью для DeadTide.com  (англ.)